# عبد الله معرفي
عبد الله عبد الصمد معرفي سياسي كويتي، يشغل منصب وزير الدولة لشؤون الإسكان، ووزير الدولة لشؤون الخدمات منذ 14 ديسمبر 2020 حتى 2 مارس 2021.

## نُبذة
حصل من الجامعة الأمريكية في لندن على: دكتوراه فلسفة في الإدارة والتمويل عام 2007، وعلى ماجستير في الإدارة العامة عام 2003، وعلى دبلوم في الإدارة عام 2002، وحصل على بكالوريوس في الإحصاء من جامعة الكويت.
كان عضو مجلس إدارة بنك الكويت الدولي منذ 2010 وحتى الآن 2020، كما شغل منصب عضو مجلس إدارة شركة الخطوط الجوية الكويتية خلال الفترة من 2013 حتى 2017، وشغل منصب عضو مجلس إدارة اتحاد شركات وكلاء الملاحة الكويتية منذ 2005 2020، ورئيس مجلس إدارة آمنيات القابضة، كما شغل من قبل منصب رئيس مجلس إدارة مجموعة برقان القابضة.